# Geaya cuprinites
Geaya cuprinites is een hooiwagen uit de familie Sclerosomatidae.